# Església de Betlem
L'església de Betlem és un temple de culte catòlic situat al carrer del Carme cantonada amb la Rambla de Barcelona, declarat bé cultural d'interès nacional, amb un entorn de protecció comú amb el Palau Moja, situat just al davant.

## Història i descripció

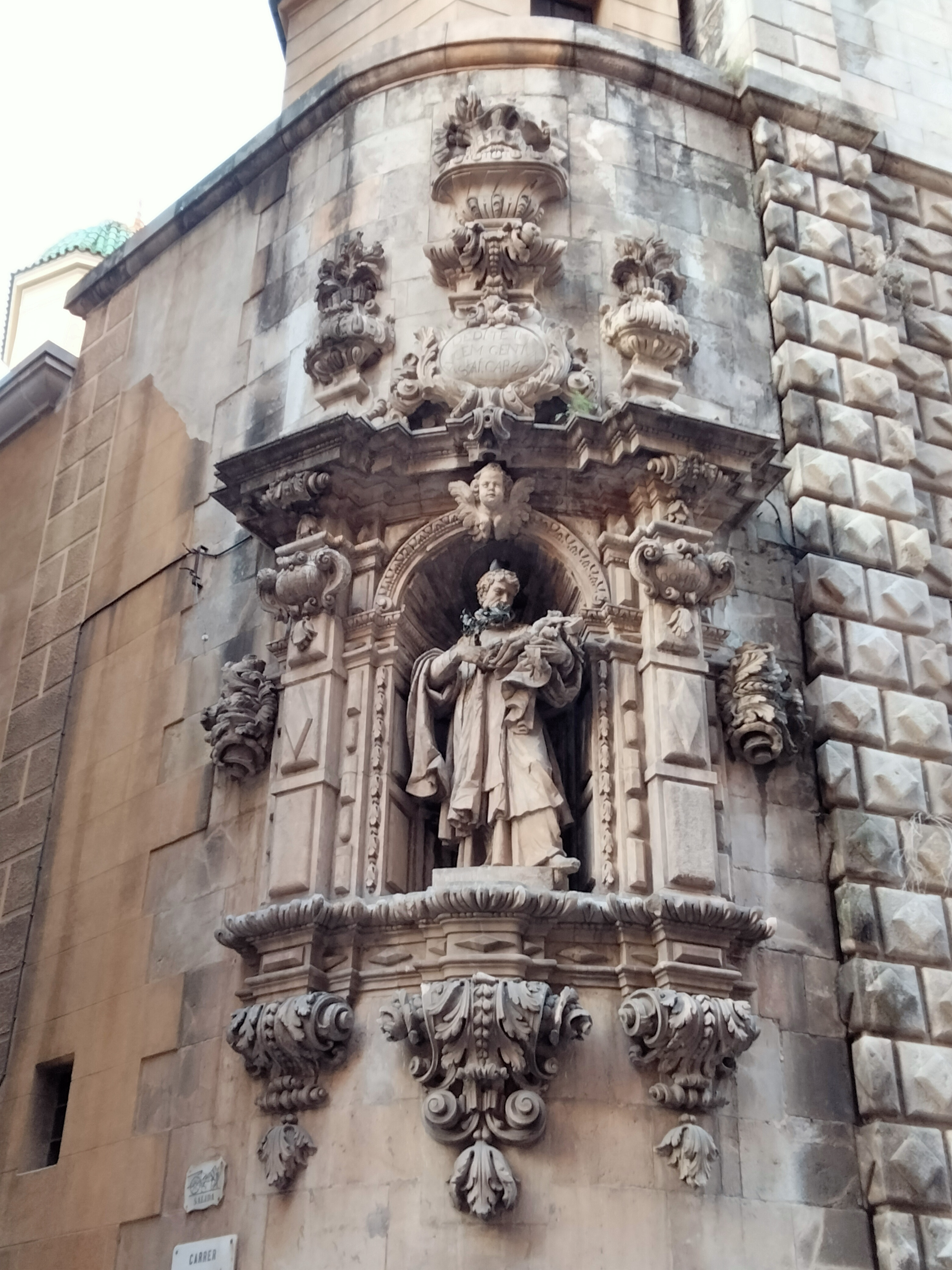
Imatge de Sant Francesc Xavier

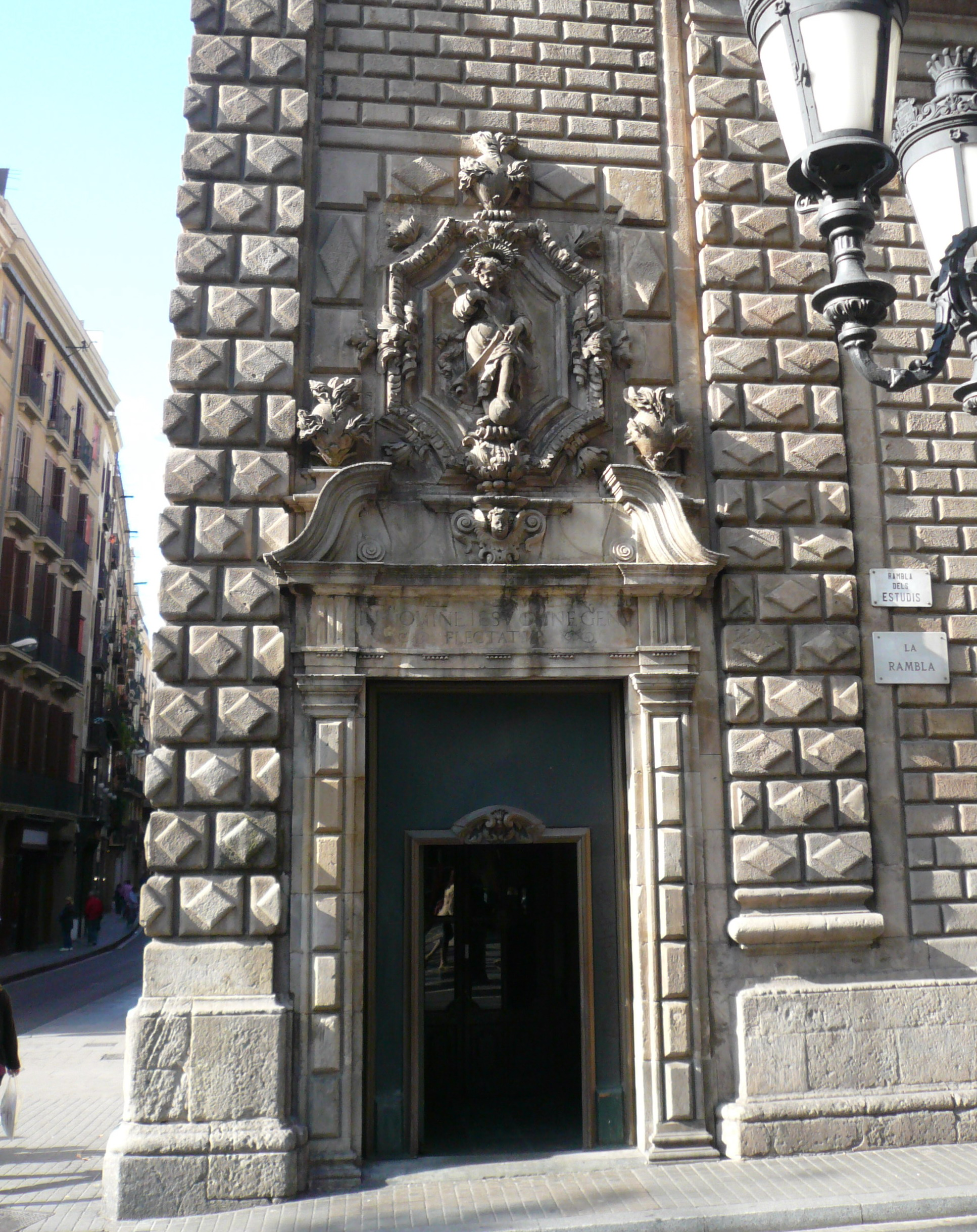
Porta del Nen Jesús

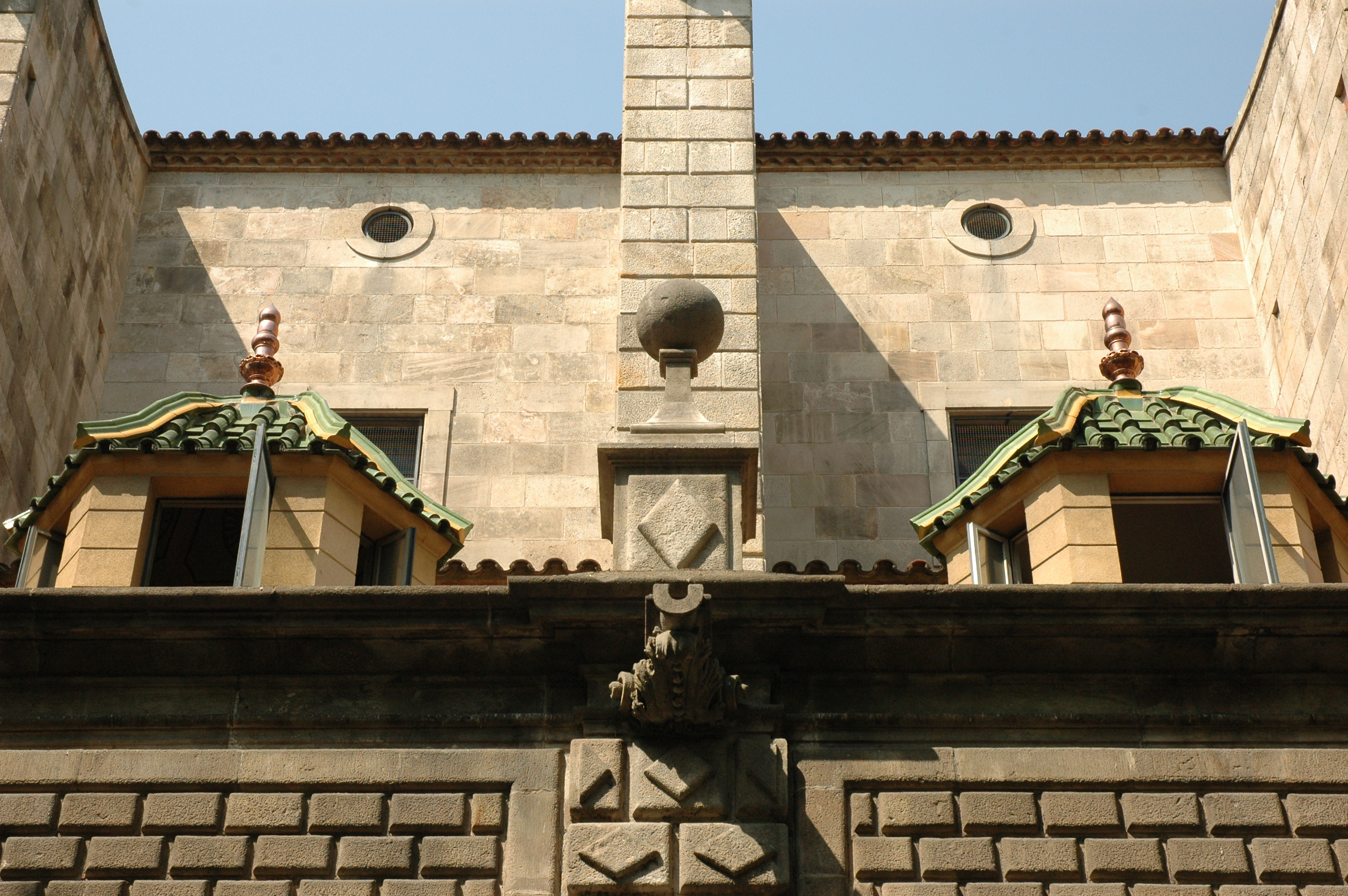
Detall de la façana de la Rambla

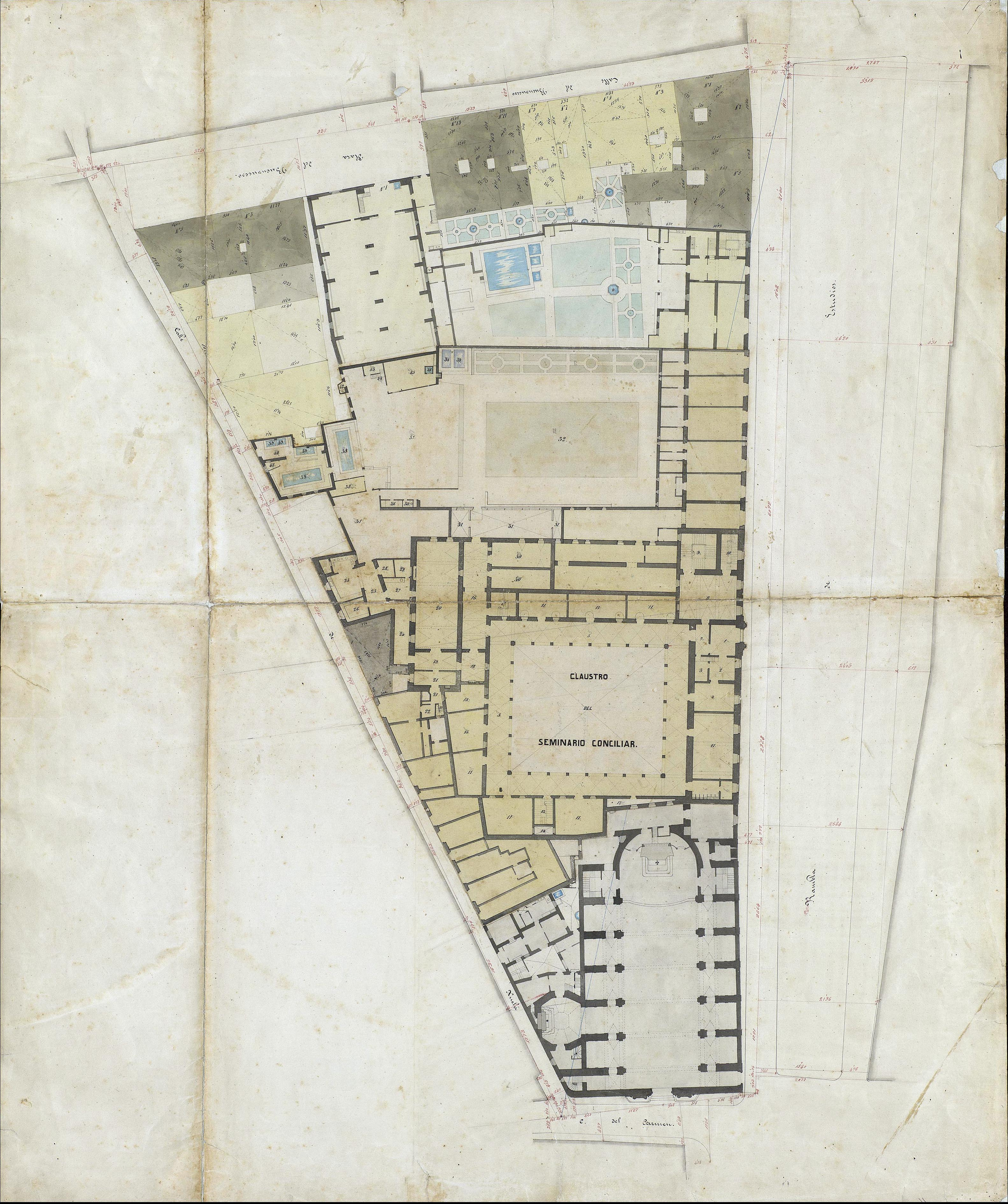
Quarteró núm. 71 de Garriga i Roca (c. 1860)

La primitiva església del Col·legi de Betlem dels jesuïtes (més petita que l'actual, ja que només ocupava el sector del presbiteri), beneïda el 1555, fou destruïda per un incendi l'any 1671, i el 8 d'abril del 1681 es va posar la primera pedra de la nova, beneïda pel bisbe de Barcelona Alfonso de Sotomayor. Per a dur a terme la construcció, es va traslladar la font que ara és a la Portaferrissa i s'ocuparen terrenys cap al centre de la Rambla i uns habitatges per la banda del carrer del Carme. Les obres foren dirigides pels jesuïtes Francesc Tort (mort a Tortosa al 1739) i Dídac de Lacarse, segons un projecte atribuït al mestre de cases barceloní Josep Juli major. L'església fou beneïda el 1729, però no fou acabada del tot fins al 1732.
Tot i que alguns autors han relacionat la seva estructura amb l'església mare dels jesuïtes, Il Gesù de Vignola de Roma (1568), Betlem segueix encara la pauta establerta per la tradició gòtica catalana: una nau amb capelles laterals bastides entre els contraforts. Aquí, però, aquests són perforats, de manera que les capelles es comuniquen entre si i es cobreixen amb cúpules amb llanternes, visibles a l'exterior, mentre que La volta de la nau central és de llunetes. La façana, amb parament de carreus encoixinats i coronament mixtilini i boles decoratives, és dividida verticalment en tres sectors, el central dels quals és ocupat per una grandiosa portada, formada per diversos cossos superposats. En l'inferior, la porta rectangular és flanquejada per dues parelles de columnes salomòniques, entre les quals hi ha les escultures de sant Ignasi de Loiola i de sant Francesc de Borja, ambdues atribuïdes a Andreu Sala. En el segon cos, hi ha un relleu del Naixement, entre pilastres, volutes i gerres. El darrer cos se centrat per una gran rosassa, envoltada també per elements similars. A l'angle amb el carrer d'en Xuclà, dins d'una fornícula, hi ha l'escultura de sant Francesc Xavier (1690), obra de Francesc d'Assís de Santa Creu o de Francesc Santacruz, autor també de l'infant Jesús que hi ha sobre la primera porta per la banda de la Rambla. El 1906, l'arquitecte Enric Sagnier obrí una porta similar amb la imatge de sant Joan Baptista a l'altre extrem de la façana de la Rambla.
El 1767, els jesuïtes foren expulsats per Carles III, i el col·legi de Betlem romangué tancat fins al 1772, quan passà a mans del bisbat i fou destinat a Seminari Conciliar, i el 1835, l'església de Betlem fou erigida en parròquia. A principis del novembre del 1874 es va iniciar l'enderrocament dels edificis del convent.
L'any 1911, l'orguener Pau Xuclà i Camprubí hi enllestí un orgue, destruït durant l'incendi del 1936, quan es perdé tota la decoració barroca i les voltes s'ensorraren. Entre altres elements, hi destacaven: les figures dels Dotze Apòstols, obra de Domènec Talarn (1812-1902), als carcanyols dels arcs; les espectaculars gelosies de les tribunes superiors (1855), i el retaule major (1866). Un cop acabada la Guerra Civil, l'església fou reconstruïda pels arquitectes Francesc Folguera i Lluís Bonet i Garí. Entre 1991 i 1992, la Direcció General del Patrimoni Cultural de la Generalitat de Catalunya en va restaurar les façanes.